# Sigiswald Kuijken
Sigiswald Kuijken (* 16. Februar 1944 in Dilbeek bei Brüssel) ist ein belgischer Violinist, Gambenspieler und Dirigent. Er gehört zu den bedeutenden Pionieren der Erforschung der Spieltechniken des 17. und 18. Jahrhunderts auf der Barockvioline. Seit 2004 setzt er sich für die Wiederbelebung des Violoncello da spalla ein.

## Leben

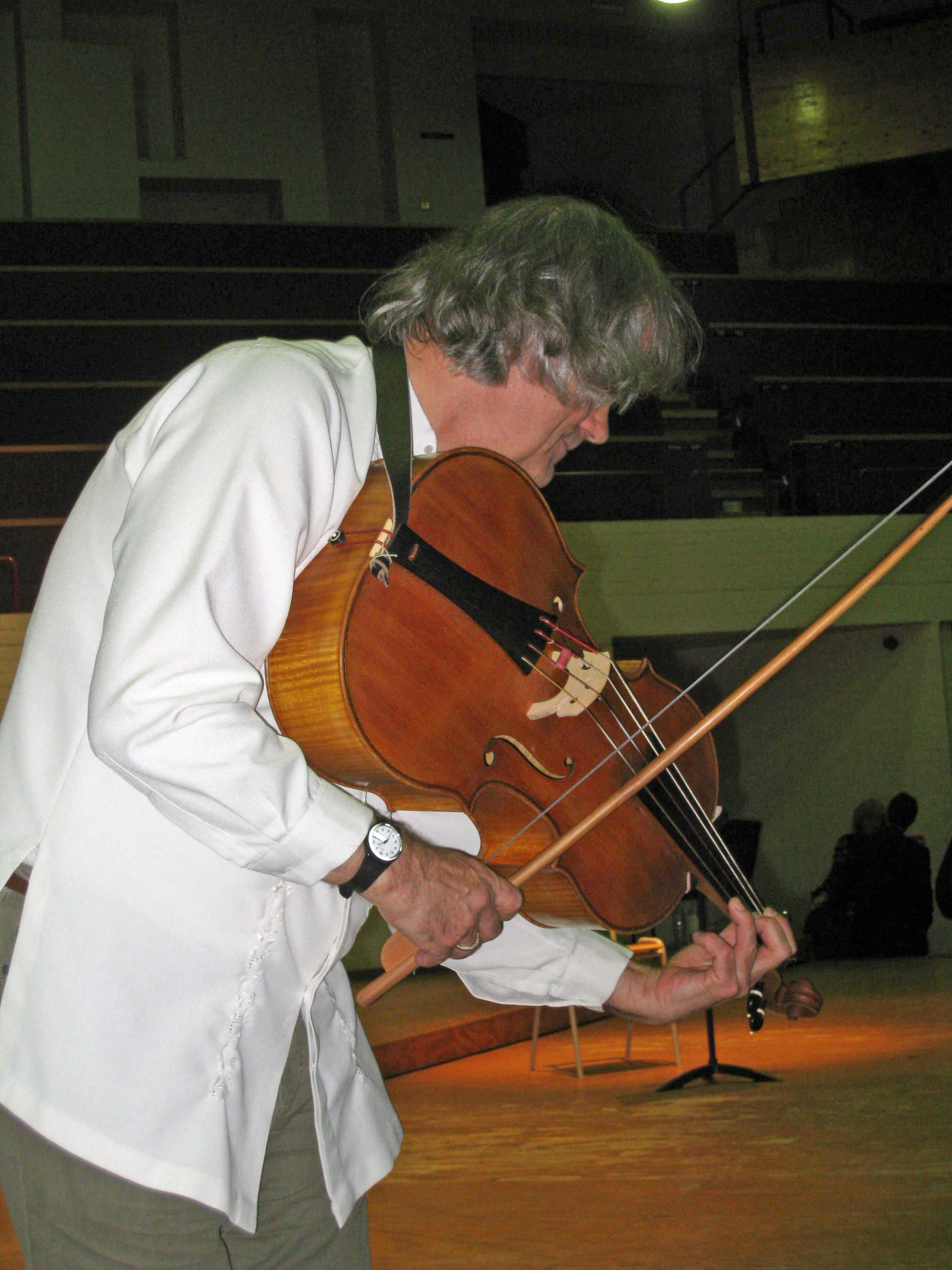
S. Kuijken mit dem Violoncello da Spalla

Seine Ausbildung erhielt Kuijken an den Konservatorien von Brügge und dann bereits während seiner Gymnasialzeit in Brüssel bei Maurice Raskin. Hier lernte er seine spätere Frau Marleen Thiers kennen, die zuerst bei Arthur Grumiaux und später ebenfalls bei Raskin studierte. Kuijken erhielt 1964 sein Abschlussdiplom. Bereits in der Studienzeit war er mit seinen beiden Brüdern Wieland Kuijken und Barthold Kuijken von 1960 bis 1971 Mitglied des von Pierre Bartholomée gegründeten Ensembles Musiques Nouvelles.
Bereits im Alter von sieben Jahren hatte er den ersten Kontakt mit Instrumenten der Renaissancezeit, deren Faszination ihn nicht mehr losließ. So erlernten die beiden Brüder Wieland und Sigiswald autodidaktisch das Gambenspiel. Als 18-Jähriger konnte Kuijken in dem von Safford Cape geleiteten Ensemble Pro Musica Antique mitwirken, mit dem er mehrfach   Schallplattenaufnahmen machte und an Konzertreisen teilnahm. Nach dem Studium wurde er Mitglied des Alarius Ensemble (Brüssel), das sich zuerst auch zeitgenössischer Musik widmete, aber ab der Zeit von 1964 bis 1972 vermehrt mit Schallplatten- und Rundfunkaufnahmen mit Werken aus dem 17. und frühen 18. Jahrhundert auf sich aufmerksam machte. Während dieser Zeit, verstärkt ab 1969, begann Kuijken die alten Techniken des Violinspiels im Selbstversuch wiederzuentdecken. 1971 bis 1996 war er Professor für Barockvioline am Koninklijk Conservatorium Den Haag. In dieser Zeit brachte er zahllosen Violinisten die wiederentdeckten Techniken bei. Zeitgleich wirkte er mehrfach als Dirigent bei den Innsbrucker Festwochen der Alten Musik.
1972 stellte Kuijken auf Ersuchen von Gustav Leonhardt im Auftrag der „Deutschen Harmonia Mundi“ ein größeres Ensemble, das auf Originalinstrumenten oder getreuen Kopien musizieren konnte, für eine Aufnahme der Oper „Bourgeois Gentilhomme“ von Jean-Baptiste Lully zusammen. Dies war die Geburtsstunde des Ensembles La Petite Bande. Neben Konzerten, die ihn rund um den Globus führten, ist Kuijken in zahlreichen Einspielungen mit Gustav Leonhardt und Robert Kohnen als Cembalisten vertreten sowie mit seinem Orchester. Schwerpunkt seines Wirkens ist die Musik des 17. und 18. Jahrhunderts von deutschen, italienischen und französischen Komponisten wie Georg Muffat, Johann Sebastian Bach, Arcangelo Corelli, Jean-Baptiste Lully, Jean-Philippe Rameau, François Couperin und Wolfgang Amadeus Mozart. Er tritt auch regelmäßig mit seinen beiden Brüdern Wieland Kuijken (Viola da gamba, Cello) und Barthold Kuijken (Traversflöte) auf, die auf ihren Instrumenten ebenfalls international bekannte Virtuosen sind. Zum Familienensemble gehört neben seiner Frau inzwischen die zweite Generation mit Marie, Piet und Sara Kuijken.
2004 setzte Kuijken erstmals ein Violoncello da spalla ein, das auf seine Anregung hin von dem Musiker und Geigenbauer Dmitry Badiarov nach historischen Beschreibungen und Abbildungen hergestellt wurde.
Von 1993 bis zu seiner Pensionierung 2009 unterrichtete Kuijken Barockvioline an der niederländischsprachigen Abteilung des Königlichen Konservatoriums in Brüssel. Das seit 1986 bestehende Kuijken-Quartett, in dem neben Familienmitgliedern auch Geiger wie Ryo Terakado oder François Fernandez mitwirken, erarbeitete sich inzwischen ein romantisches Repertoire. Neben seinen hauptamtlichen Tätigkeiten als Dozent hatte Kuijken Gastprofessuren am Londoner Royal College of Music, an der Universität Salamanca, an der Accademia Musicale Chigiana, am Conservatoire de musique de Genève und an der Musikhochschule Leipzig inne.
Im Zeitraum von 2005 bis 2012 machte Kuijken, überzeugt von der von Joshua Rifkin aufgestellten These, dass Bach seine Kantaten, Motetten, Passionen und Messen nur mit einem Vokalquartett besetzte, Tonträgeraufnahmen mit der kleinen Chorbesetzung von vier Sängern.
Auf dem Wege zur Verbreitung der historischen Aufführungspraxis legte er, ab 1968 als Autodidakt beginnend, die Violine ohne Stütze und Kinnhalter frei auf die Schulter und setzte durch die so erreichte freie Spieltechnik Meilensteine zur Wiederentdeckung eines „authentischen Klangbildes“ bei der Barockvioline. Im Gegensatz zu einigen anderen Lehrmeinungen ist Kuijken ein überzeugter Verfechter dieser „Chin-off“-Praktik.
Wie seine Kollegen Franzjosef Maier und Reinhard Goebel in Köln sowie Eduard Melkus in Wien und Marie Leonhardt in Den Haag förderte er bereits früh die Heranbildung einer neuen Generation professioneller Barockgeiger.

## Auszeichnungen
- Am 2. Februar 2007 erhielt Kuijken die Ehrendoktorwürde der Katholieke Universiteit Leuven.
- Im Februar 2009 wurde ihm der mit 20.000 Euro dotierte Kulturpreis der Flämischen Gemeinschaft verliehen.